# Чумарєв Анатолій Іванович
Анатолій Іванович Чумарєв (?—?) — український радянський діяч, новатор виробництва, заслужений металург Української РСР, оператор Ждановського (Маріупольського) металургійного заводу імені Ілліча Донецької області. Член ЦК КПУ в 1981—1986 р.

## Біографія
У 1960—1980-х рр. — оператор Ждановського металургійного заводу імені Ілліча міста Жданов (тепер — Маріуполь) Донецької області.
Член КПРС з 1965 року.
Делегат XXVI (1981) та XXVII (1986) з'їздів КПУ.

## Нагороди
- ордени
- медалі
- заслужений металург Української РСР (7.09.1978)